# ساندرو شوارتز
ساندرو شوارتز (بالألمانية: Sandro Schwarz)‏ (17 أكتوبر 1978 بماينتس في ألمانيا - ) هو مدرب كرة قدم ولاعب كرة قدم ألماني في مركز الوسط. لعب مع روت فايس إيسن وفيهين فيسبادن وماينتس 05.

## وصلات خارجية
- ساندرو شوارتز على موقع قاعدة بيانات كرة القدم.إي يو (الإنجليزية)
- ساندرو شوارتز على موقع بيانات كرة القدم. دي إي (الألمانية)
- ساندرو شوارتز على موقع Soccerway.com (الإنجليزية)
- ساندرو شوارتز على موقع عالم كرة القدم.نت (الإنجليزية)